# 佔領忠孝西路事件
佔領忠孝西路事件是指2014年4月27日至4月28日，由中華民國全國廢核行動平台主導的佔領臺北市忠孝西路。活動最早是為了呼應前民主進步黨主席林義雄主張反對興建龍門核能發電廠、重新修正公民投票而發起的禁食行動，進而召集聲援反核運動的民眾前往凱達格蘭大道與周遭道路參與426反核大遊行以表達訴求。而在4月26日凱達格蘭大道前的晚會上，主辦單位首次宣布將在遊行行經台北車站前的忠孝西路時，發動佔領行動以癱瘓車站前的交通。
下午3時佔領忠孝西路行動正式展開，然而遭到警方事先以路障方式攔阻示威群眾，而只開放2個車道讓民眾進入。但在下午4時指揮臺下令群眾跨過路障，忠孝西路10個車道隨即被數萬名群眾佔領，警方在舉牌3次要求解散不成之後決定暫時收隊。另一方面，公投護台灣聯盟也從立法院方向進入佔領忠孝西路和中山南路口，佔領兩方在警方撤守後重新集結。下午5時，全國廢核行動平台依照原訂計畫在忠孝西路進行核災模擬，稍後帳篷、睡袋等物資陸續進駐準備進行長期抗戰。
不過到了晚上10時30分臺北市市長郝龍斌召開記者會，強調在4月28日清晨前會動用一切方式使生活與交通恢復常態。到了4月28日凌晨3時，警方出動鎮暴警察和2臺鎮暴水車自館前路一端開始強制驅離，並且與抗議民眾多次發生推擠。大約在早上7時左右，忠孝西路和周遭路段則完全清空。

## 背景
呼應2014年林義雄反核四禁食行動，停建核四、還權於民，民眾佔領忠孝西路。

## 經過
在4月26日凱道前的晚會上，主辦單位首次宣布將會在遊行行經臺北車站前的忠孝西路時，發動佔領行動、癱瘓臺北車站前的交通。4月27日下午3點遊行正式展開，而警方也事先以路障方式，只開放2個車道讓民眾進入，但在下午4點，指揮台下令群眾跨過路障，忠孝西路10個車道隨即被數萬名群眾佔領，警方在舉牌三次要求解散不成之後，決定暫時收隊。另一邊公投盟也從立院方向進入佔領忠孝、中山南路口，兩邊在警方撤守後連成一線。下午5點，廢核平台依原訂計畫，在忠孝西路進行核災模擬。而後，帳篷、睡袋等物資陸續進駐準備進行長期抗戰。晚間10點半，台北市長郝龍斌召開記者會，強調在28日清晨前，「會用一切方式，讓台北市民的生活及交通恢復常態，任何可能的事情都會做」。

約在凌晨3點，警方出動鎮暴警察及兩台鎮暴水車，自館前路一端開始強制驅離，並與抗議民眾多次發生推擠，約在早上7點完全清空，期間鎮暴水車至少噴水50次。

## 爭議
- 4月28日，由於強制驅離時，有民眾帶兒童上街抗爭[5]，國民黨立委王育敏因此提案修改《兒童及少年福利與權益保障法》，禁止任何人以迫使或誘使的方式，使兒少處於易發生立即危險或傷害之環境[6]。

- 4月30日，消防員工作權益促進會認為在驅離過程中，鎮暴水車要求消防水箱車協助加水，有違反《消防法》的嫌疑，但台北市消防局隨即回應，認為當天支援不影響勤務執行，而無違法問題。[7]
- 5月12日，民進黨立委尤美女與婦女團體召開記者會，批評警方在驅離時，以強力水柱對女學生的腰部及背部猛沖，導致女學生背部受傷、腎臟受損及血尿情形，已違反比例原則，並構成傷害罪、重傷害未遂，將提出刑事告訴與國家賠償訴訟，而警方內部流傳女學生走光影片，已也經構成性騷擾行為，要求警政署應依《性騷擾防治法》提出糾正，並將提出民事賠償訴訟[8]。